# Ģirts Dzelde
Ģirts Dzelde, né le 16 juillet 1963 à Riga, est un joueur de tennis professionnel letton.
En simple, il est huitième de finaliste à Séoul en 1991, Gstaad et Bolzano en 1992 et Saint-Pétersbourg en 1995. En double, il a remporté 5 tournois Challenger et a atteint trois finales ATP dont deux à Casablanca.
Il a joué avec l'équipe de Lettonie de Coupe Davis de 1993 à 2000. Il en est désormais l'entraîneur. Premier joueur letton à passer professionnel, il est resté le meilleur dans son pays jusqu'à l'éclosion d'Ernests Gulbis en 2006.

## Palmarès

### Finales en double messieurs
| No | Date       | Nom et lieu du tournoi          | Catégorie    | Dotation  | Surface      | Vainqueurs                 | Partenaire     | Score         |          |
| -- | ---------- | ------------------------------- | ------------ | --------- | ------------ | -------------------------- | -------------- | ------------- | -------- |
| 1  | 16-03-1992 | Grand-Prix Hassan II Casablanca | World Series | 130 000 $ | Terre (ext.) | H. de la Peña Jorge Lozano | T.J. Middleton | 2-6, 6-4, 7-6 | Parcours |
| 2  | 15-03-1993 | Grand-Prix Hassan II Casablanca | World Series | 175 000 $ | Terre (ext.) | Mike Bauer Piet Norval     | Goran Prpić    | 7-5, 7-6      |          |
| 3  | 12-08-1996 | Croatia Open Umag               | World Series | 375 000 $ | Terre (ext.) | Pablo Albano Luis Lobo     | Udo Plamberger | 6-4, 6-1      |          |

## Parcours dans les tournois duGrand Chelem

### En double
| Année | Open d'Australie | Open d'Australie | Internationaux de France       | Internationaux de France | Wimbledon                 | Wimbledon                | US Open                   | US Open              |
| ----- | ---------------- | ---------------- | ------------------------------ | ------------------------ | ------------------------- | ------------------------ | ------------------------- | -------------------- |
| 1991  | —                | —                | —                              | —                        | 2e tour (1/16) D. Adams   | J. Brown B. Garnett      | —                         | —                    |
| 1992  | —                | —                | —                              | —                        | 1er tour (1/32) P. Wekesa | S. DeVries D. Macpherson | 1er tour (1/32) C. Brandi | R. Deppe B. Haygarth |
| 1993  | —                | —                | —                              | —                        | —                         | —                        | —                         | —                    |
| 1994  | —                | —                | 1er tour (1/32) L.-A. Wahlgren | L. Jensen M. Jensen      | —                         | —                        | —                         | —                    |

N.B. : le nom du ou de la partenaire se trouve sous le résultat ; le nom des ultimes adversaires se trouve à droite.

### En double mixte
N.B. : le nom du ou de la partenaire se trouve sous le résultat ; le nom des ultimes adversaires se trouve à droite.